# Sint Antonius (Laar)
De Sint Antonius is een korenmolen in Laar (gemeente Weert) in de Nederlandse provincie Limburg. Deze beltmolen werd in 1903 gebouwd en is tot rond 1970 als korenmolen in bedrijf geweest. In december 1954 heeft een storm het gevlucht uit de kap geblazen, waardoor de molen en de bijgebouwen zwaar beschadigd raakten. Het duurde enkele jaren voordat de schade was hersteld. De Sint Antonius werd gedurende de laatste jaren dat hij in bedrijf was voornamelijk gebruikt voor het malen van veevoer.
De roeden van de molen zijn 25 meter lang en was voorzien van het Van Busselsysteem met zeilen en neusremkleppen op de buitenroede. In 2014 zijn de roeden weer oudhollands opgehekt. De is ingericht met 1 koppel maalstenen. De Sint Antonius is particulier eigendom en is op molendagen te bezichtigen.